# United States Capitol Complex

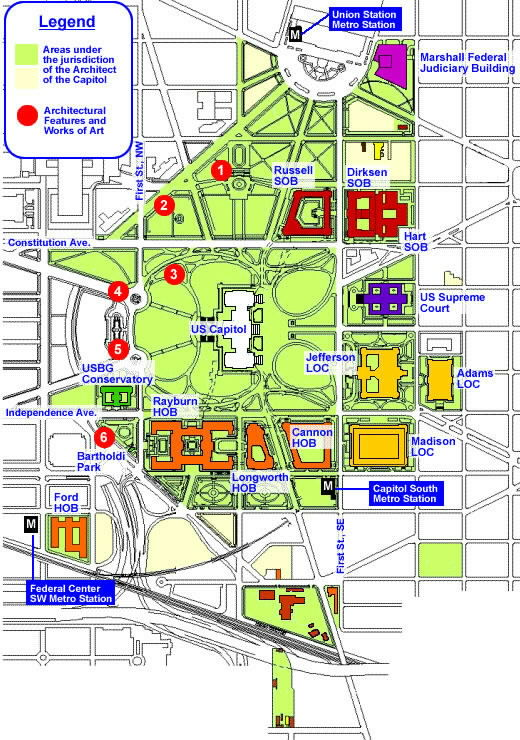
Detaljkarta över United States Capitol Complex. De gröna och ljusgula områdena tillhör USCC.

United States Capitol Complex, även benämnt som United States Capitol Grounds, är ett område i den amerikanska huvudstaden Washington, D.C. där delar av den amerikanska federala statsmakten återfinns. Byggnaderna och Kapitolium förbinds under jord av United States Capitol subway system. 
Området drivs och underhålls av den federala myndigheten Architect of the Capitol och bevakas av United States Capitol Police.

## Egendomar
United States Capitol Complex består av följande egendomar:

### Minnesmärken
|  | Namn                       |
|  | -------------------------- |
|  | James A. Garfield Monument |
|  | Peace Monument             |
|  | Ulysses S. Grant Memorial  |

### Parker
|  | Namn                         |
|  | ---------------------------- |
|  | Bartholdi Park               |
|  | Lower Senate Park            |
|  | Spirit of Justice Park       |
|  | United States Botanic Garden |
|  | Upper Senate Park            |

### USA:s federala domstolar
|  | Namn                                         |
|  | -------------------------------------------- |
|  | Thurgood Marshall Federal Judiciary Building |
|  | United States Supreme Court Building         |

### USA:s kongress
|  | Namn       |
|  | ---------- |
|  | Kapitolium |

#### USA:s kongressbibliotek
|  | Namn                            |
|  | ------------------------------- |
|  | James Madison Memorial Building |
|  | John Adams Building             |
|  | Thomas Jefferson Building       |

### USA:s representanthus
|  | Namn                            |
|  | ------------------------------- |
|  | Cannon House Office Building    |
|  | Ford House Office Building      |
|  | Longworth House Office Building |
|  | Rayburn House Office Building   |

### USA:s senat
|  | Namn                                 |
|  | ------------------------------------ |
|  | Daniel Webster Senate Page Residence |
|  | Dirksen Senate Office Building       |
|  | Hart Senate Office Building          |
|  | Russell Senate Office Building       |

### Övriga byggnader
|  | Namn                   |
|  | ---------------------- |
|  | Capitol Power Plant    |
|  | Capitol Visitor Center |